# 徴兵検査
徴兵検査（ちょうへいけんさ）は徴兵制度が義務付けられている国において、一定の年齢に達した者に対して身体検査を行い、合格した者を徴兵対象の候補者とするための検査。

## 日本

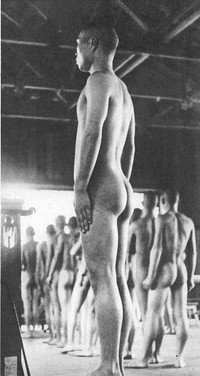
日本における徴兵検査の様子（内閣情報局『写真週報』1941年）

第二次世界大戦（太平洋戦争）終結までの日本では、満20歳に達した成人男子は全員徴兵検査を受けることが義務付けられた。4月〜5月頃に通知が届き、地元の集会所や小学校などで検査が行われた。検査に合格した者は翌年の1月10日に各連隊に入営することとなる。徴兵検査は20歳以上の義務となるものの、志願によって17歳から入営することができた。
大勢の人間の身体検査を行うことから、医学研究として本来は行われない項目の検査が依頼されることもあった。地域の健康状態が把握されるきっかけにもなっており、1886年（明治19年）に山梨県で実施された徴兵検査では、一部地域の出身者だけ身長が低く腹水が見られるなど不適格者が多いことが判明した。軍医からの報告を受けた軍部は知事に原因究明を要請し、地方病 (日本住血吸虫症)の研究が始まった。
検査内容を含めて、兵 (日本軍)#徴兵検査も参照。

### 内容
身長、体重、病気の有無が検査される。合格し即入営すなわち現役兵となる可能性の高い者の判定区分が「甲種」であった。それに次ぐ者は「乙種」とされて、兵役猶予・資格喪失あるいはクジに外れた甲種とともに平時は補充兵に回ることとなった。1927年制定の兵役法以下の法令では、甲・乙種合格の目安は身長155センチ以上・身体強健であることであった。始まった当初の明治時代では合格率がかなり低く、10人に1人か2人が甲種とされる程度だった。植芝盛平は身長が1寸たりず不合格となったが、嘆願を繰り返し熱意を見せたことや日露間の緊張の高まりを受け条件がやや緩和されたことから再検査で合格した。
1939年（昭和14年）の兵役法改正に伴いくじ引きがなくなり、さらに太平洋戦争末期には兵員の不足から甲種に満たない乙種・丙種でも徴兵されることとなった。
合格判定基準は下表のとおり（1927年制定兵役法）。
| 判定区分 | 基準要旨                                                                            | 基準要旨                                                                            | 兵役区分                      |
| -------- | ----------------------------------------------------------------------------------- | ----------------------------------------------------------------------------------- | ----------------------------- |
| 甲種     | 身長1.55メートル以上にして身体強健なる者 （その中で、より兵役に適するとみられる者） | 身長1.55メートル以上にして身体強健なる者 （その中で、より兵役に適するとみられる者） | 現役に適する                  |
| 乙種     | 身長1.55メートル以上にして 甲種に次ぐ者                                             | 第一乙種                                                                            | 補充兵となる                  |
| 乙種     | 身長1.55メートル以上にして 甲種に次ぐ者                                             | 第二乙種                                                                            | 補充兵となる                  |
| 丙種     | 身長1.55メートル以上にして乙種に次ぐ者 及身長1.50メートル以上、1.55メートル未満の者 | 身長1.55メートル以上にして乙種に次ぐ者 及身長1.50メートル以上、1.55メートル未満の者 | 国民兵役には適する            |

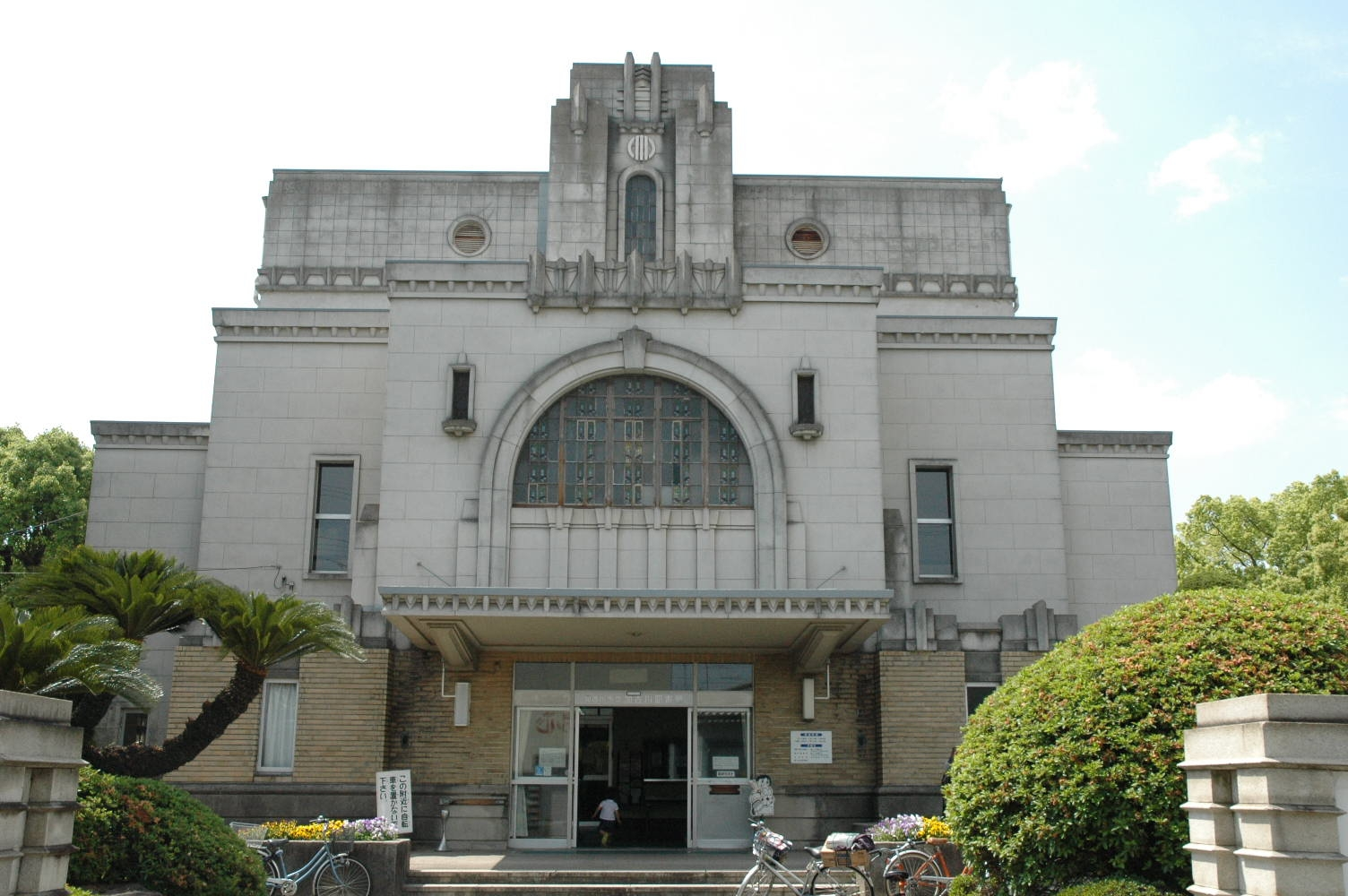
三島由紀夫が徴兵検査を受けた旧加古川町公会堂

| 丁種     | 身長1.50メートル未満の者 及疾病等のある者                                           | 身長1.50メートル未満の者 及疾病等のある者                                           | 兵役に適さない                |
| 戊種     | 病中または病後など                                                                  | 病中または病後など                                                                  | 兵役の適否につき 判定できない |

### 徴兵逃れ
徴兵を逃れるため自傷したり、極めて不健康な生活で故意に病気になる、煙草を1日3〜4箱吸い急激に体重を落とす、醤油の一気飲み（塩分の大量摂取）で血圧を上げる、肛門付近に生肉をつけて重度の痔を装う、視力や聴力の低さを偽装するなど、様々な方法を試みる者がおり、徴兵逃れ対策として陸軍身体検査規則が作成されたことや、戦局の悪化にともない徴兵逃れも不可能になっていった。ただし、内地では検査を行う医師も不足していたため、徴兵検査を担当するのは新人や戦時中の医師不足対策で養成された経験の浅い者が多く、風邪を結核と誤診するなど合否が安定しなかった。
集団生活を送ることから肺病の基準は厳しくなっており、胸膜炎など結核と関連する症状が見つかると一旦丙種合格として様子を見るため、煙草で肺や気管を痛めるという偽装もあった。山田風太郎は胸膜炎のため丙種合格となった後、軍需工場で働きながら旧制東京医学専門学校に合格し医学生となって徴兵免除となった。三島由紀夫は「田舎の隊で検査を受けた方がひ弱さが目立って採られないですむかもしれない」という父の入れ知恵により本籍地の加古川で徴兵検査を受けたが合格した。しかし、招集される数日前に母親から移された風邪を軍医が肺病と誤診し即日帰郷となった経緯がある。

## 韓国
韓国では現在でも憲法・兵役法で徴兵制度がとられている。

### 内容
韓国の兵役法は徴兵検査を定めており「兵役義務者は19歳になる年に兵役に耐えられるか否かの判定を受けるために地方兵務庁長が指定する日時および場所で徴兵検査を受けなければならない」としている（兵役法第11条）。
兵役法第12条は身体等位について定めており、身体検査の結果を見て軍医官が7等級で判定を行う（次のとおり）。
- 第1号「身体が健康で現役または補充役服務をすることができる者」 - 体格及び健康の程度により1級・2級・3級・4級に分ける（現役兵へ編入）
- 第2号「現役または補充役服務はできないが第2国民役服務はすることができる者」 - 5級（第2国民役へ編入）
- 第3号「疾病または心身障害で兵役に耐えられない者」 - 6級（徴兵免除）
- 第4号「疾病または心身障害により第1号から第3号までの判定が困難な者」 - 7級（再検査）

### 徴兵逃れ
兵役法第86条は「兵役義務を忌避し、または減免を受ける目的で逃亡し、または行方を隠した時または身体損傷または詐欺行為をした者は、1年以上3年以下の懲役に処する」とする。忌避等があった場合には懲役刑を受けた後に徴兵義務を履行する必要がある。
現在でも徴兵検査が行われている韓国では徴兵検査は若年男性の最大の関心事ともいえる。近年では薬物の服用によって臓器疾患を詐病する、あるいは本当に病気になるなどによって不合格になろうとする者も増えている。
このような疾患を偽造する薬物の闇取引が横行していることもあり、近年では徴兵検査の合格基準が緩和される傾向にあり、軽度の糖尿病や高血圧を患っても徴兵されるケースが増え、「本来、兵役に耐えられない者まで無理に徴兵している」という批判が出ている。

## トルコ

### 内容
男性国民は20歳の誕生日の年の7月1日から10月31日までに軍の徴兵支部に出頭して最終徴兵検査を受けなければならない。兵役の準備につけない者は理由（在学中、健康上の理由、収監中など）を記載した文書を提出しなければならない。
最終徴兵検査を受けて最終徴兵登録を完了した徴募兵は21歳になる年に入隊する。

### 徴兵逃れ
最終徴兵検査を受けるために徴兵支部に出頭しなかった場合は、期限の翌日（11月1日）にヨクラマ・カチャウ（yoklama kaçagi：登録前徴兵忌避者）となる。
最終徴兵登録後に軍事訓練センターもしくは部隊に入隊しなかった者はバカヤ（bakaya：登録後徴兵忌避者）となる。

## アメリカ
- United States Army Physical Fitness Test（英語版） - アメリカ陸軍の体力テスト。1858年から行われている。アメリカ独立戦争時の徴兵時には、紙製薬莢を食いちぎれる歯並びが求められた[8]。